# Mário Neto Borges
Mário Neto Borges é um professor brasileiro.

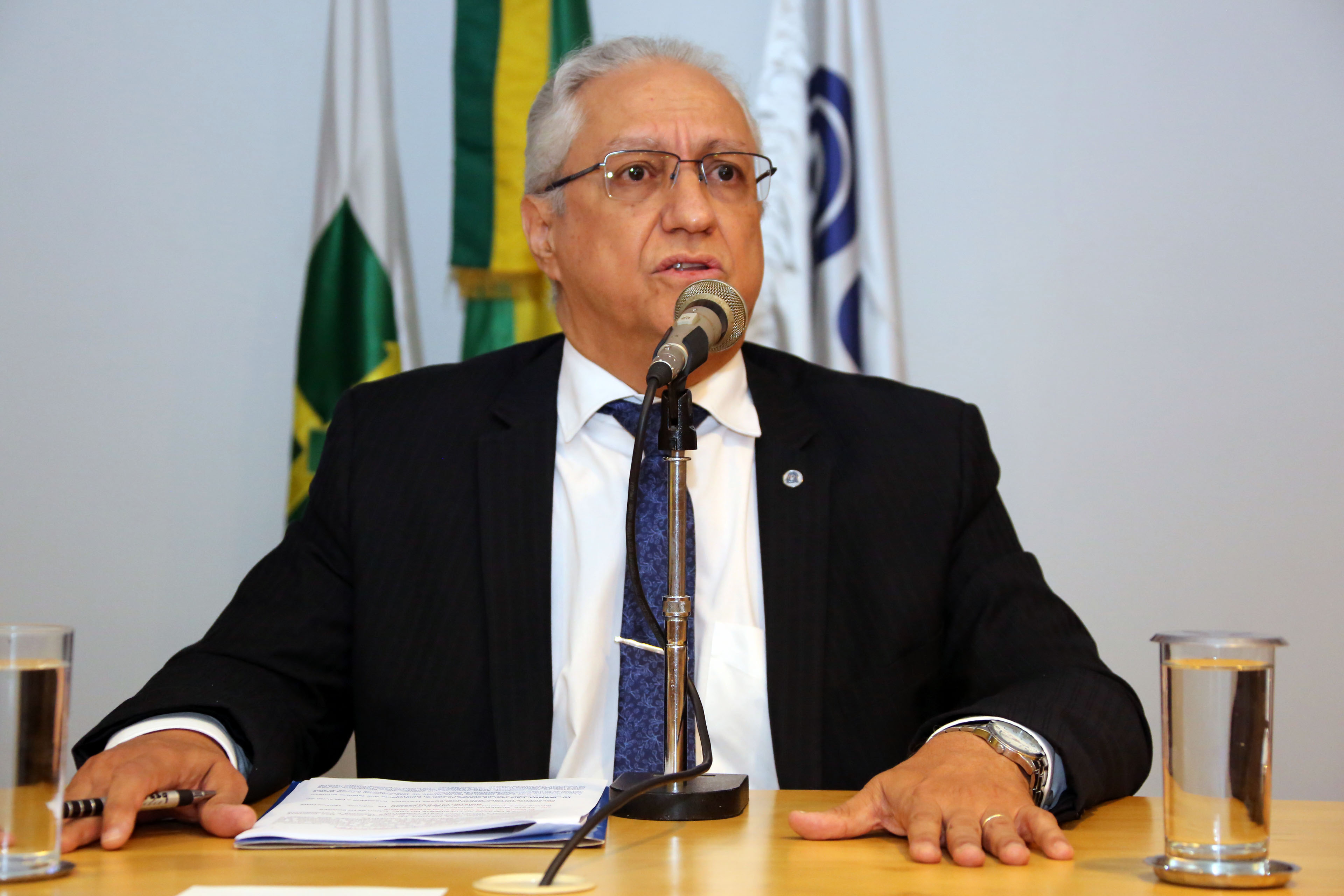

Graduou-se em Engenharia Elétrica pela Pontifícia Universidade Católica de Minas Gerais em 1978. Fez mestrado em Acionamentos Elétricos na UFMG, defendendo em 1985 e doutorado em Inteligência Artificial Aplicada à Educação pela Universidade de Huddersfield (Inglaterra) defendido em 1994. 
Foi Professor Adjunto da PUC-MG por dez anos, tendo exercido várias atividades acadêmicas e administrativas. É Professor Titular da Universidade Federal de São João del-Rei (UFSJ) no Departamento de Engenharia Elétrica em 1988.
Foi chefe do Departamento, Diretor do Centro de Ensino (Cursos de Graduação) e chegou a Diretor-Executivo em 1998, sendo o responsável pela transformação da instituição em Universidade em 2002, sendo reitor até 2004.
Foi presidente da Fundação de Amparo à Pesquisa do Estado de Minas Gerais (FAPEMIG) por cinco anos, entre 16 de dezembro de 2008 até 15 de dezembro de 2013.
Em 4 de outubro de 2016 foi nomeado presidente do CNPq, sucedendo o então presidente Hernan Chaimovich Guralnik. Mário ocupou o cargo até janeiro de 2019, quando João Luiz Filgueiras de Azevedo entrou em seu lugar.